# Jeu en pointer-cliquer

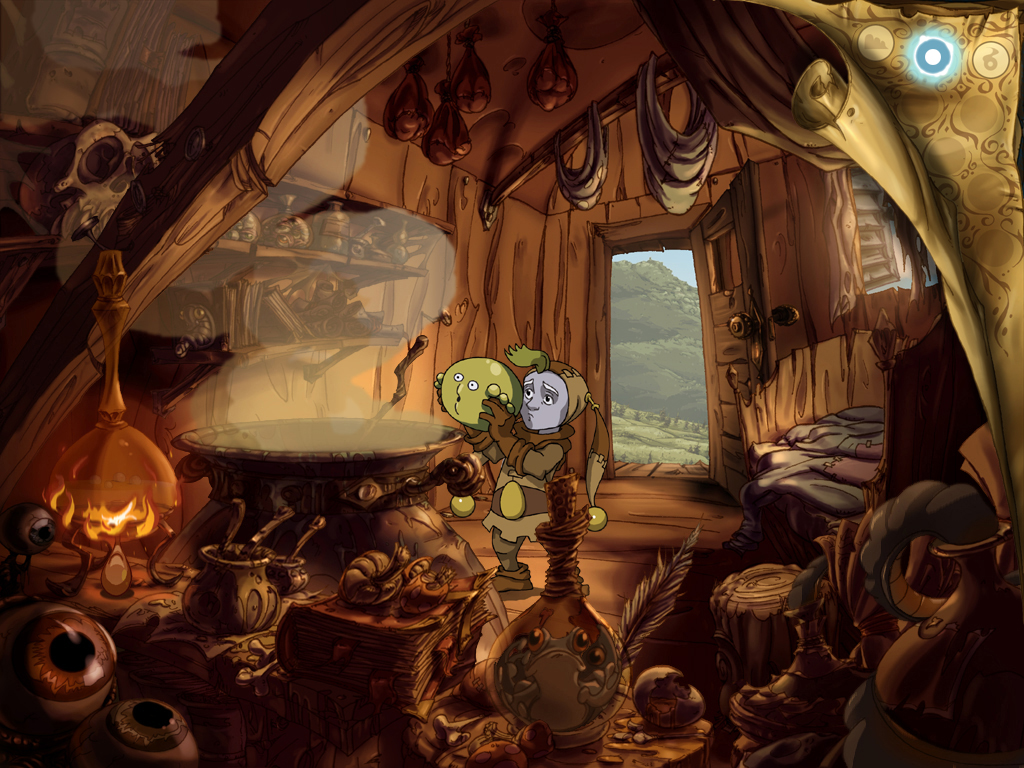
The Whispered World (2009) est un exemple de jeu d'aventure contextuel de type pointer-cliquer.

Un jeu en pointer-cliquer,, aussi appelé jeu point-and-click, est un jeu d'aventure graphique où le joueur commande généralement son personnage par le biais d'une interface de type pointer-cliquer. Ce type de jeu s'utilise typiquement avec une souris d'ordinateur ou un dispositif de pointage similaire, bien que des systèmes de contrôle supplémentaires puissent également être disponibles. Le joueur clique pour déplacer son personnage, interagir avec des personnages non joueurs, souvent en initiant des arbres de dialogue avec eux, examiner des objets dans les paramètres du jeu ou avec l'inventaire d'objets de son personnage. De nombreux anciens jeux de type pointer-cliquer comprennent une liste de verbes à l'écran pour décrire des actions spécifiques à la manière d'une aventure textuelle, mais les jeux plus récents ont utilisé des éléments d'interface utilisateur plus sensibles au contexte pour réduire ou éliminer cette approche. Souvent, ces jeux se résument à collecter des objets pour l'inventaire du personnage et à déterminer le bon moment pour utiliser cet objet ; le joueur devrait utiliser les indices des éléments visuels du jeu, les descriptions des différents objets et le dialogue des autres personnages pour comprendre cela. Les jeux développés ultérieurement par Sierra On-Line, notamment les jeux King's Quest et la quasi-totalité des jeux d'aventure LucasArts, sont des jeux basés sur le pointer-cliquer.
Les jeux d'aventure par pointer-cliquer peuvent également être le support de jeux vidéo interactifs et cinématographiques. Ils comportent des scènes de coupe entrecoupées de courts extraits de jeux interactifs en rapport avec l'histoire. Ce sous-genre est surtout utilisé par les défunts Telltale Games avec leurs séries telles que Minecraft: Story Mode et leur adaptation de The Walking Dead. La série de jeux flash Henry Stickmin publiée par InnerSloth utilise également cette méthode, où le joueur choisit un scénario de type "choisissez votre propre aventure" dans lequel des événements rapides nécessitant des mouvements de point et de clic apparaissent.